# Moskauer Rajon (Kaliningrad)
Der Moskauer Rajon (russisch Московский район, Moskowski rajon) ist einer von drei Verwaltungsbezirken der Stadt Kaliningrad (Königsberg (Preußen)), der Hauptstadt der Oblast Kaliningrad (Gebiet Königsberg). 

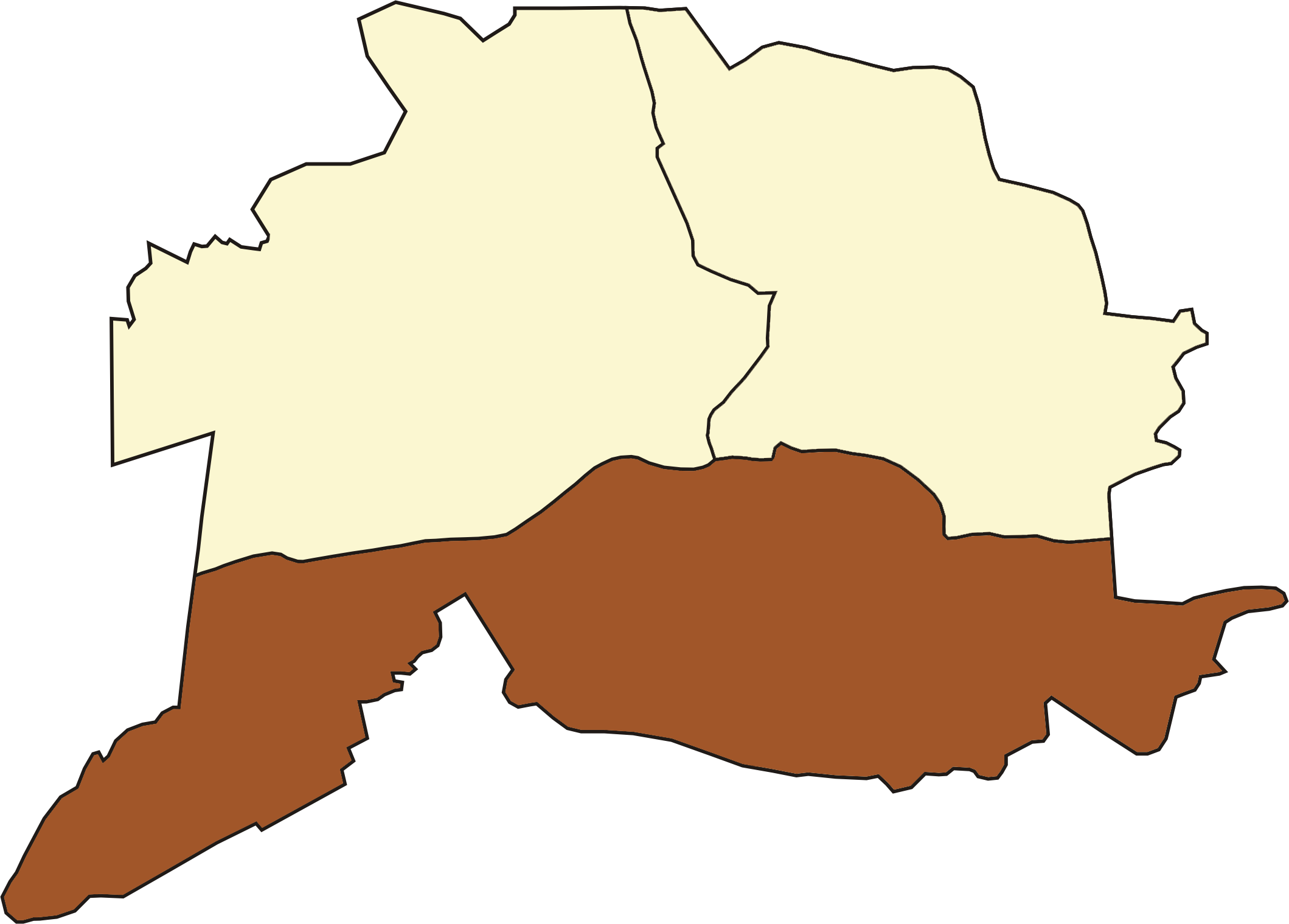
Das Gebiet des Rajon Moskau im Stadtkreis Kaliningrad (seit 2009)

## Geographische Lage
Der Moskauer Rajon liegt im Süden der Stadt Kaliningrad und umfasst ein 76 km² großes Areal südlich des Pregel (russisch: Pregolja) mit 182.021 Einwohnern (Stand 1. Oktober 2021). Im Norden grenzt er an die beiden anderen Stadtbezirke, Zentralrajon und den Leningrader Rajon, im Westen an das Frische Haff und im Süden an den Rajon Gurjewsk mit den Landgemeinden Nowomoskowskoje und Lugowoje (Gutenfeld).

## Geschichte
Am 25. Juli 1947 wurden in der Stadt Kaliningrad vier Stadtbezirke errichtet, neben dem Moskauer Rajon waren es der Baltische, der Leningrader und der Stalingrader Rajon. Aus dem Stalingrader Rajon wurde 1952 der Zentralrajon  herausgelöst. 1961 wurde der restliche Stalingrader Rajon in Oktoberrajon umbenannt. Am 29. Juni 2009 wurden der Oktoberrajon in den Zentralrajon und der Baltische Rajon in den Moskauer Rajon eingegliedert, so dass dessen Areal nun vom Frischen Haff bis zur Südostspitze Kaliningrads reicht.

## Eingegliederte Stadtteile Königsbergs
In das heutige Gebiet des Moskauer Rajons sind 20 Stadtteile der früheren Stadt Königsberg (Preußen) sowie Orte des früheren Landkreises Samland eingegliedert:
| Deutscher Name                        | Russischer Name |  | Deutscher Name  | Russischer Name |
| ------------------------------------- | --------------- |  | --------------- | --------------- |
| Aweiden                               | Juschny         |  | Nasser Garten   | Portowoje       |
| Haberberg                             |                 |  | Adlig Neuendorf | Rschewskoje     |
| Heyde-Waldburg 1938–46: Heidewaldburg | Pribreschny     |  | Ponarth         | Dimitrowo       |
| Jerusalem                             | Moskowskoje     |  | Prappeln        | Tschapajewo     |
| Kalgen [Siedlung]                     | Tschaikowskoje  |  | Rosenau         |                 |
| Kneiphof                              |                 |  | Schönbusch      | Dimitrowo       |
| Kontienen                             | Woroschilowo    |  | Schönfließ      | Komsomolskoje   |
| Kraussen                              | Borissowo       |  | Seligenfeld     | Dalneje         |
| Lomse                                 |                 |  | Spandienen      | Suworowo        |
| Mühlenhof                             |                 |  | Speichersdorf   | Juschny         |